# Кунене (река)
Кунене (на португалски: Rio Cunene, на английски: Cunene River, Kunene River) е река в Югозападна Африка, протичаща по територията на Ангола и по границата с Намибия, вливаща се в Атлантическия океан. Дължината ѝ е 1050 km, а площта на водосборния басейн 106 560 km². Река Кунене води началото си на 1754 m н.в., от централната, най-висока част на платото Бие, в централните райони на Ангола. В горното и средното си течение тече на юг, в началото през южните части на платото Бие, а след това през по-ниското плато Уила, в тясна и дълбока долина (на места в дефилета), образувайки множество прагове и водопади, слизайки от по-високото към по-ниското плато. В средното течение долината ѝ значително се разширява и тук тя тече през националните паркове „Бикуар“ и „Мула“. На около 70 km след устието на най-големия си приток Какулувар Кунене завива на запад, преминава през серия от бързеи, прагове (Казамве, Календа и др.) и водопади (Рвакана и др.) и след водопада Рвакана достига до границата с Намибия. От тук до устието си река Кунене тече в западна посока и служи за граница между двете държави. Тук тя отново тече в тясна и дълбока, на места каньоновидна долина, като образува множество бързеи, прагове и водопади (най-голям Епупа). На около 60 km преди устието си излиза от планините, прекосява северната част на пустинята Намиб и се влива в Атлантическия океан.
Основни притоци: леви – Куенге (Квенге), Кусава, Кубанге, Оси, Калонга (епизодична); десни – Ке (горна), Ке (долна), Колонга, Какулувар, Курока. Река Кунене е от малкото реки в района непресъхващи през цялата година. Среден годишен отток при вливането ѝ в океана е 174 m³/s, минимален 38 m³/s, максимален 460 m³/s. Пълноводието ѝ е през лятото и началото на есента (от януари до май), по време на дъждовния сезон, а през сухия сезон силно намалява. Намибийското правителство е планувало да построи язовир Епупа по дължината на реката. Въпреки че бъдещата хидроцентрала ще повиши качеството на живот на местните племена химба, язовира носи и заплаха за нарушаване на екоравновесието в района.